# Pedro Fernandes Tomás
Pedro Fernandes Tomás (1853 — 1927) foi um importante etnógrafo e etnomusicólogo português.
As suas publicações foram amplamente utilizadas como fontes pelo compositor português Fernando Lopes-Graça que harmonizou várias das composições de origem popular que Pedro Fernandes Tomás coligiu. Por esta via, muitas das suas recolhas fazem atualmente parte do repertório de vários coros em Portugal.
A Biblioteca Pública Municipal da Figueira da Foz, fundada em 1910, tem o seu nome em forma de homenagem.